# 9263 Khariton
A 9263 Khariton (ideiglenes jelöléssel 1976 SX5) a Naprendszer kisbolygóövében található aszteroida. Nyikolaj Sztyepanovics Csernih  fedezte fel 1976. szeptember 24-én. Julij Hariton szovjet fizikusról nevezték el.